# Sci alpino agli XI Giochi olimpici invernali - Discesa libera maschile
Tra le competizioni dello sci alpino agli XI Giochi olimpici invernali di Sapporo 1972 la discesa libera maschile si disputò lunedì 7 febbraio sulla pista del monte Eniwa; gli svizzeri Bernhard Russi e Roland Collombin vinsero rispettivamente la medaglia d'oro e quella d'argento, l'austriaco Heini Messner quella di bronzo, valide anche ai fini dei Campionati mondiali di sci alpino 1972.

## Antefatti
Detentore uscente del titolo era il francese Jean-Claude Killy, che aveva vinto la gara dei X Giochi olimpici invernali di Grenoble 1968 disputata sul tracciato di Chamrousse precedendo il connazionale Guy Périllat (medaglia d'argento) e lo svizzero Jean-Daniel Dätwyler (medaglia di bronzo); il campione mondiale in carica era Russi, vincitore a Val Gardena 1970 davanti all'austriaco Karl Cordin e all'australiano Malcolm Milne.
L'austriaco Karl Schranz, vincitore della medaglia d'argento a Innsbruck 1964, era tra i favoriti, ma fu bandito dalle Olimpiadi con un voto del Comitato Olimpico Internazionale solo pochi giorni prima della cerimonia d'apertura a causa dei suoi contratti con i produttori di sci per testare e progettare le loro attrezzature: la decisione del CIO sollevò l'ira degli austriaci che minacciarono di ritirare la loro intera squadra, senza comunque dar seguito alla minaccia. Il favorito rimase Russi, campione del mondo uscente e vincitore della Coppa del Mondo di discesa libera nella stagione 1971-1972.

## Risultati
| Pos. | Pett. | Atleta                  | Nazione          | Tempo   | Distacco |
| ---- | ----- | ----------------------- | ---------------- | ------- | -------- |
| 1    | 4     | Bernhard Russi          | Svizzera         | 1:51,43 |          |
| 2    | 11    | Roland Collombin        | Svizzera         | 1:52,07 | +0,64    |
| 3    | 5     | Heini Messner           | Austria          | 1:52,40 | +0,97    |
| 4    | 1     | Andreas Sprecher        | Svizzera         | 1:53,11 | +1,68    |
| 5    | 26    | Erik Håker              | Norvegia         | 1:53,16 | +1,73    |
| 6    | 13    | Walter Tresch           | Svizzera         | 1:53,19 | +1,76    |
| 7    | 8     | Karl Cordin             | Austria          | 1:53,32 | +1,89    |
| 8    | 18    | Bob Cochran             | Stati Uniti      | 1:53,39 | +1,96    |
| 9    | 22    | Josef Loidl             | Austria          | 1:53,71 | +2,28    |
| 10   | 7     | Marcello Varallo        | Italia           | 1:53,85 | +2,43    |
| 11   | 17    | Stefano Anzi            | Italia           | 1:54,15 | +2,72    |
| 11   | 10    | Giuliano Besson         | Italia           | 1:54,15 | +2,72    |
| 13   | 2     | Gustav Thöni            | Italia           | 1:54,37 | +2,94    |
| 14   | 15    | Mike Lafferty           | Stati Uniti      | 1:54,38 | +2,95    |
| 15   | 20    | Roger Rossat-Mignod     | Francia          | 1:54,72 | +3,29    |
| 16   | 3     | Bernard Orcel           | Francia          | 1:54,81 | +3,38    |
| 17   | 14    | Dave Currier            | Stati Uniti      | 1:54,96 | +3,53    |
| 18   | 25    | Hansjörg Schlager       | Germania Ovest   | 1:55,05 | +3,62    |
| 19   | 27    | Henri Duvillard         | Francia          | 1:55,13 | +3,70    |
| 20   | 30    | Jim Hunter              | Canada           | 1:55,16 | +3,73    |
| 21   | 9     | Bernard Charvin         | Francia          | 1:55,33 | +3,90    |
| 22   | 24    | Sumihiro Tomii          | Giappone         | 1:55,34 | +3,91    |
| 23   | 6     | Malcolm Milne           | Australia        | 1:55,48 | +4,05    |
| 24   | 12    | Franz Vogler            | Germania Ovest   | 1:55,50 | +4,07    |
| 25   | 19    | Hank Kashiwa            | Stati Uniti      | 1:55,60 | +4,17    |
| 26   | 23    | Herbert Marxer          | Liechtenstein    | 1:55,90 | +4,47    |
| 27   | 29    | Alfred Hagn             | Germania Ovest   | 1:56,04 | +4,61    |
| 28   | 42    | Manni Thofte            | Svezia           | 1:56,66 | +5,23    |
| 29   | 21    | Willi Lesch             | Germania Ovest   | 1:56,67 | +5,24    |
| 30   | 44    | Willi Frommelt          | Liechtenstein    | 1:57,58 | +6,15    |
| 31   | 31    | Reinhard Tritscher      | Austria          | 1:58,05 | +6,62    |
| 32   | 28    | Reto Barrington         | Canada           | 1:58,29 | +6,86    |
| 33   | 48    | Royston Varley          | Gran Bretagna    | 1:58,53 | +7,10    |
| 34   | 45    | Olle Rolén              | Svezia           | 1:59,28 | +7,85    |
| 35   | 43    | Masahiko Otsue          | Giappone         | 1:59,55 | +8,12    |
| 36   | 47    | Peik Christensen        | Norvegia         | 1:59,71 | +8,28    |
| 37   | 37    | Alex Mapelli-Mozzi      | Gran Bretagna    | 2:00,28 | +8,85    |
| 38   | 49    | Derek Robbins           | Canada           | 2:00,38 | +8,95    |
| 39   | 53    | Dan Cristea             | Romania          | 2:01,26 | +9,83    |
| 40   | 36    | Ivan Penev              | Bulgaria         | 2:02,16 | +10,73   |
| 41   | 40    | Chris Womersley         | Nuova Zelanda    | 2:02,24 | +10,81   |
| 42   | 50    | Robert Blanchaer        | Belgio           | 2:02,45 | +11,02   |
| 43   | 39    | Konrad Bartelski        | Gran Bretagna    | 2:02,71 | +11,28   |
| 44   | 46    | Steven Clifford         | Australia        | 2:02,90 | +11,47   |
| 45   | 41    | Resmi Resmiev           | Bulgaria         | 2:03,01 | +11,58   |
| 46   | 62    | Sergej Griščenko        | Unione Sovietica | 2:03,19 | +11,76   |
| 47   | 54    | Carlos Perner           | Argentina        | 2:03,69 | +12,26   |
| 48   | 55    | Virgil Brenci           | Romania          | 2:04,33 | +12,90   |
| 49   | 38    | Ross Ewington           | Nuova Zelanda    | 2:04,75 | +13,32   |
| 50   | 56    | Iain Finlayson          | Gran Bretagna    | 2:06,50 | +15,07   |
| 51   | 58    | Jorge-Emilio Lazzarini  | Argentina        | 2:08,29 | +16,86   |
| 52   | 60    | Ali Saveh               | Iran             | 2:11,29 | +19,86   |
| 53   | 61    | Lotfollah Kia Shemshaki | Iran             | 2:16,14 | +24,71   |
| 54   | 57    | Fayzollah Band Ali      | Iran             | 2:18,19 | +26,76   |
| 55   | 59    | Gorban Ali Kalhor       | Iran             | 2:20,98 | +29,55   |

Legenda:

Pos. = posizione

Pett. = pettorale
Ore: 13.30 (UTC+9)

Pista: Monte Eniwa

Partenza: 

Arrivo: 

Lunghezza: 2 640 m

Dislivello: 772 m

Porte: 24

Tracciatore: 